# Mannerfelt
Mannerfelt är en svensk adelssläkt från Småland. Släkten adlades 1665 och introducerades på Svenska Riddarhuset år 1668, som nummer 775.

## Ursprung
Måns Assarsson Mannerfelt, född 1619, död 1674 i Stockholm. Begraven i Amiralitetskyrkan (gamla Ladugårdslandskyrkan) där hans epitafium uppsattes. Gift första gången med Margaretha Zandersdotter, död 1659 i Kalmar, andra gången med Kerstin Persdotter, dotter till rådmannen Peder Joensson d.ä. och hans hustru Anna Hendriksdotter.

## Kända medlemmar
- Otto Mannerfelt (1852–1924), svensk militär och författare.
- Måns Mannerfelt (1884–1960), svensk officer och skriftställare.
- Carl Mannerfelt (1886–1951), svensk ämbetsman.
- Thure Mannerfelt (1911–1969), svensk friidrottare, ingenjör och företagsledare.
- Carl Mannerfelt (1913–2009), svensk kartograf och företagsledare.
- Nils Mannerfelt (1924–1989), svensk jurist.